# Lothar Wolleh
Lothar Wolleh (Berlino, 20 gennaio 1930 – Londra, 28 settembre 1979) è stato un fotografo tedesco.

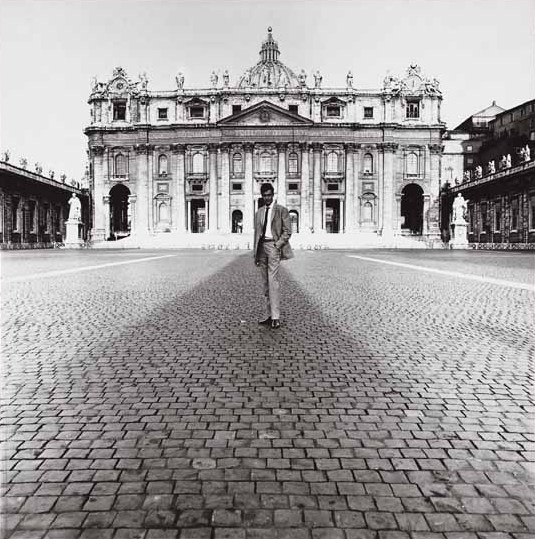
Autoritratto di fronte alla Basilica di San Pietro, 1964

Fino al termine degli anni sessanta, Lothar Wolleh ha lavorato come fotografo commerciale. Ha realizzato ritratti di pittori contemporanei, scultori e artisti di performance. Ha fotografato più di un centinaio di artisti, tra i quali personalità come Georg Baselitz, Joseph Beuys, Dieter Roth, Jean Tinguely, René Magritte, Günther Uecker, Gerhard Richter e Christo.

## Biografia
Lothar Wolleh trascorse la sua giovinezza in Germania, segnato dalla guerra e dal nazismo.
Tra il 1946 e il 1948 ha studiato pittura del cemento alla scuola elementare e alla scuola professionale per angewandte Kunst a Berlin-Weißensee.
Da ragazzo fu arrestato come sospetta spia da parte delle forze di occupazione sovietiche e fu condannato a quindici anni di lavoro forzato in una miniera siberiana. Dopo sei anni passati al campo di punizione russo di Vorkuta, gli fu permesso di tornare a Berlino, in seguito ai negoziati riguardanti i prigionieri di guerra tedeschi.
Al ritorno dalla prigionia, dal 1956 al 1957, poté studiare alla Lette-Verein, una scuola di fotografia, design e moda a Berlino.
Prese anche parte ad un programma d'assistenza del Consiglio ecumenico delle Chiese a favore dei disabili di guerra. Ciò gli rese possibile visitare l'isola svedese di Gotland nel 1958, visita alla base della sua forte affinità verso la cultura svedese, il paesaggio e la gente.
Dal 1959 al 1961, studiò presso la Folkwang Hochschule in Essen. Uno degli insegnanti di Wolleh fu il fotografo tedesco Otto Steinert.
Nei suoi primi anni da fotografo indipendente, ebbe soprattutto successo nella pubblicità, lavorando per clienti quali la Deutsche Bundesbahn o la Volkswagen.

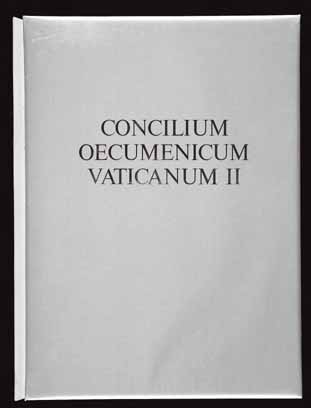
Couverture: Lothar Wolleh, Das Konzil, II Vatikanisches Konzil (Le Concilio. Concilio Vaticano II), Stuttgart 1965

Nel 1965, fotografò il Concilio Vaticano II a Roma, raccogliendo il suo lavoro nell'album Das Konzil (1965). Dopodiché, collaborò con Emil Schmitz per il documentario “Das Konzil. II. Vatikanisches Konzil”. Nel 1975 fotografò il Giubileo, e pubblicò l'album fotografico  Apostolorum Limina (1975).
In seguito alla proposta di un suo amico, il pittore Günther Uecker, dalla fine degli anni sessanta Wolleh cominciò a ritrarre sistematicamente più di cento pittori internazionali famosi, scultori, e artisti di performance. Tra i più fotografati, furono Gerhard Richter, Niki de Saint Phalle e Jean Tinguely.
Nel 1973 prese forma il progetto Unterwasserbuch, in collaborazione con Joseph Beuys. A causa di problemi tecnici, solo 3 volumi del libro videro la luce. Le restanti stampe in PVC vennero pubblicate individualmente più tardi da Staeck ad Heidelberg e sono note come "3ton-edition".

## Opere
Lothar Wolleh usava uno stile molto individuale con rigide regole nel suo lavoro fotografico, con composizioni simmetriche. Inoltre catturava un particolare formato quadrato della sua immagine; in totale Wolleh ha realizzato ritratti fotografici di oltre 109 artisti.
Fino al 2007 la completa retrospettiva di Lothar Wolleh – Eine Wiederentdeckung: Fotografien 1959 bis 1979 (Lothar Wolleh - A Rediscovery: Photographs 1959 to 1979) sarà esposta in Germania alla Kunsthalle Bremen, Stadtmuseum Hofheim, Kunstmuseum Ahlen e alla Deutschherrenhaus Koblenz.

## Lista degli artisti ritratti
| - Magdalena Abakanowicz - Armand Pierre Fernandez - Georg Baselitz - Joseph Beuys - Max Bill - Agostino Bonalumi - Artur Brunsz - Camille Bryen - Pol Bury - Enrico Castellani - Mario Ceroli - César Pelli - Christo - Gianni Colombo - Sonia Delaunay-Terk - Gerad Deschamps - Paul Dierkes - Cesar Domela - Francois Dufrene - Ulrich Erben - Robert Filliou - Lucio Fontana - Vic Gentils - Karl Gerstner - Stefan Gierowski - Renate Göbel - Zbigniew Gostomski - Jerzy Grabowski - Gotthard Graubner - Raymond Hains - Al Hansen - Bernhard Heiliger - Jan Henderikse - Geoffrey Hendricks | - Jiri Hillmar - Dorothy Iannone - Margrit Jäggli - Jerzy Kalucki - Allen Kaprow - Edward Kienholz - Konrad Klapheck - Jiry Kolar - Jan Kotik - Edward Krasinski - Ferdinand Kriwet - Frantisek Kyncl - Laszlo Lakner - Berhard Luginbühl - Adolf Luther - Heinz Mack - René Magritte - Jadwiga Maziarska - Paul Mansouroff - Christian Megert - Henry Moore - Claes Oldenburg - Roman Opałka - Jerzy Orbitowski - Robin Page - Blinky Palermo - Lil Picard - Otto Piene - Mark Prent - Man Ray - Jean-Pierre Raynaud - Martial Raysse - Rrich Reusch - Gerhard Richter | - Hans Richter - Klaus Rinke - Mimmo Rotella - Dieter Roth - Ulrich Rückriem - Reiner Ruthenbeck - Niki de Saint Phalle - Jan J.Schoonhoven - Kajetan Sosnowski - Jesús Rafael Soto - Daniel Spoerri - Friederich Stabenau - Henryk Stażewski - Jonasz Stern - Rolf Szymanski - Feliks Szyszko - Paul Talman - André Thomkins - Jean Tinguely - Mark Tobey - Jerzy Trelinski - Günther Uecker - Georges Vantongerloo - Jef Verheyen - Jacques Villegle - Marian Warzecha - Stefan Wewerka - Ryszard Winiarski - Ray Woolard - Fritz Wotruba - Herbert Zangs - Rajmund Ziemski |

## Galleria d'immagini

Galleria
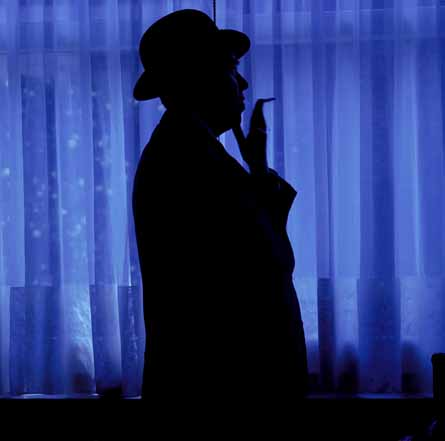
René Magritte
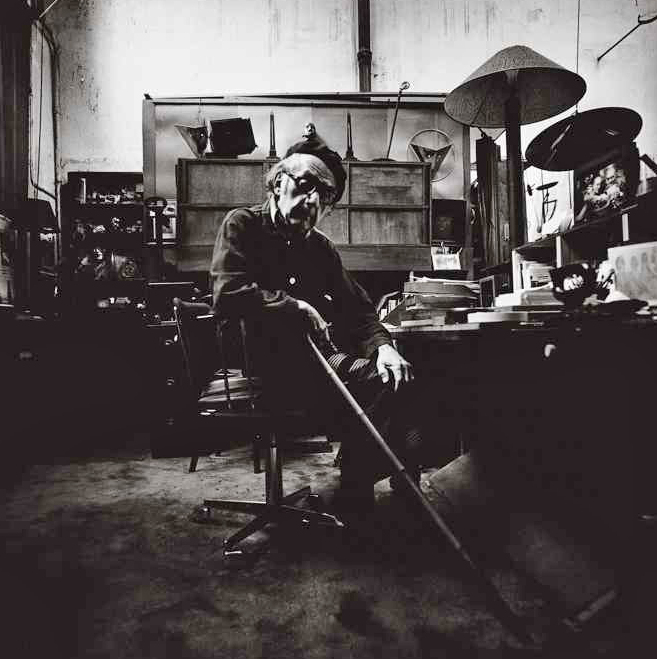
Man Ray
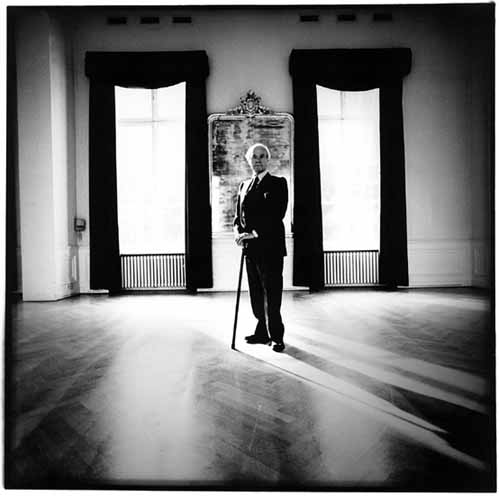
Henry Moore
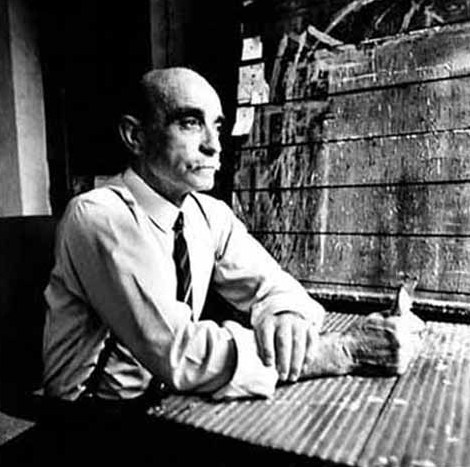
Lucio Fontana
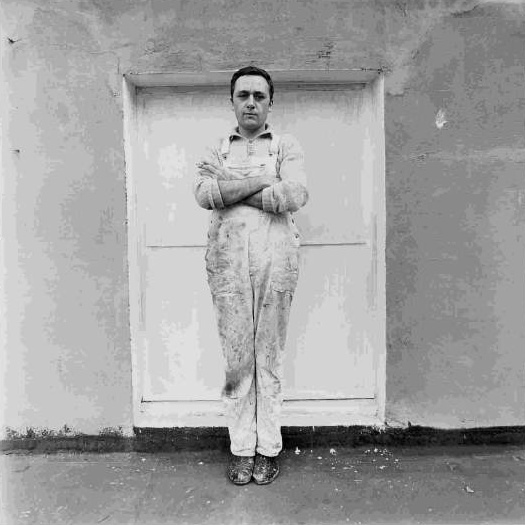
Gerhard Richter
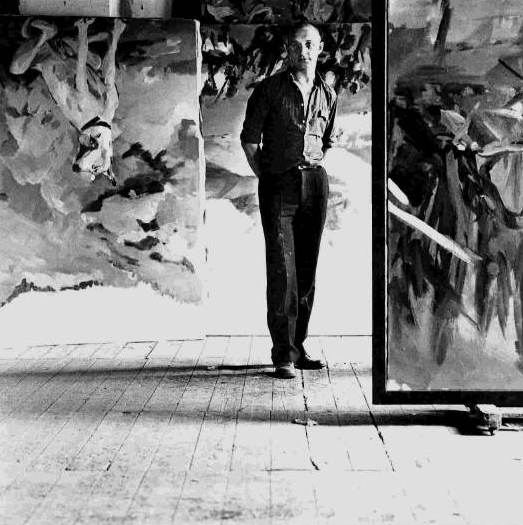
Georg Baselitz
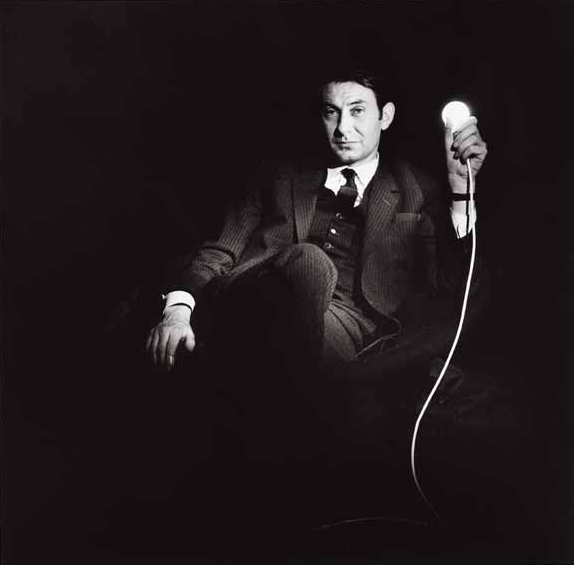
Otto Piene
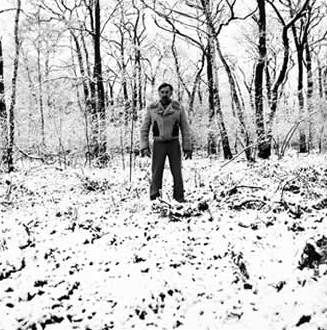
Herbert Zangs
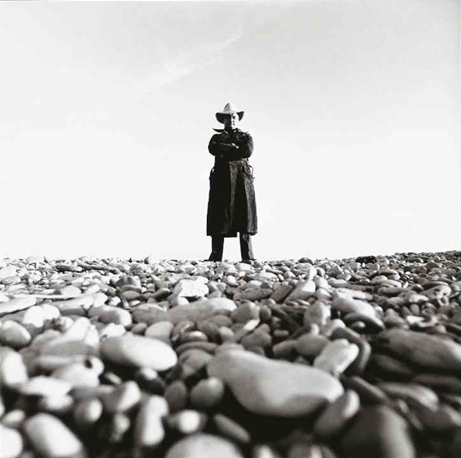
Armand Pierre Fernandez
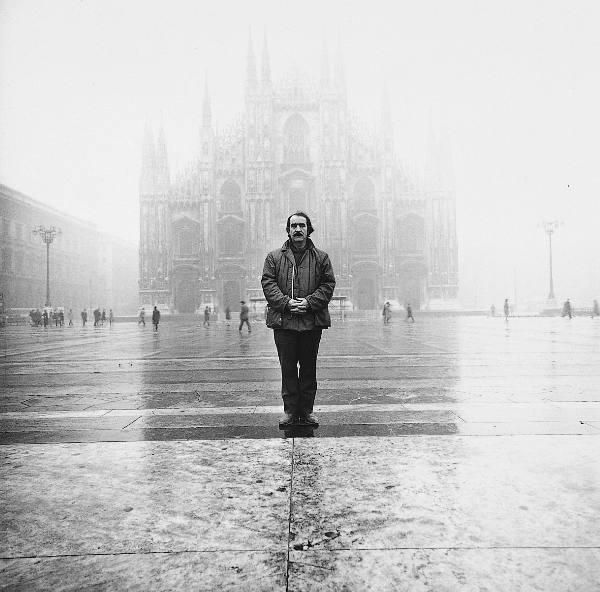
Jean Tinguely
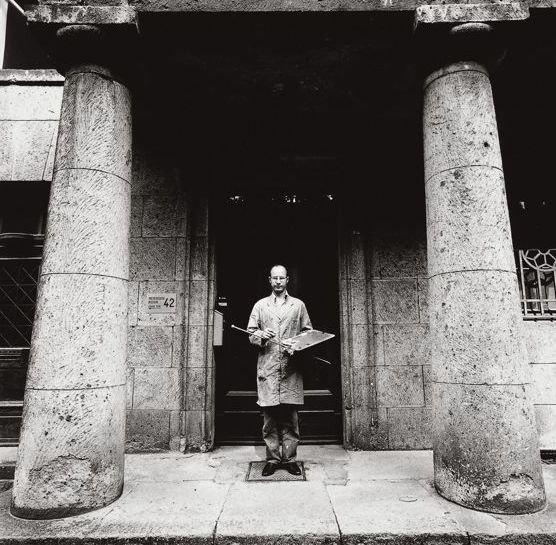
Konrad Klapheck
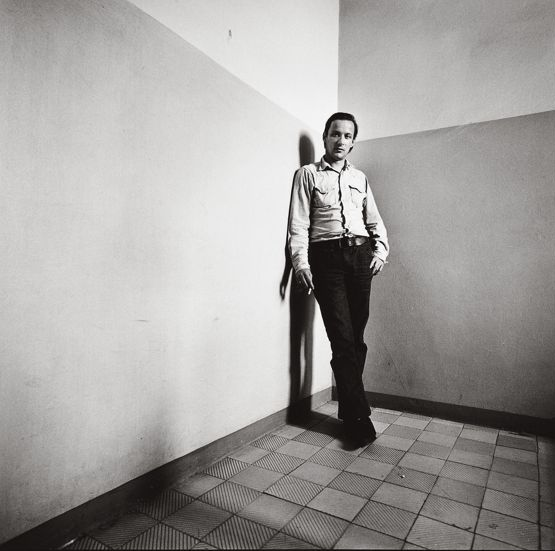
Blinky Palermo
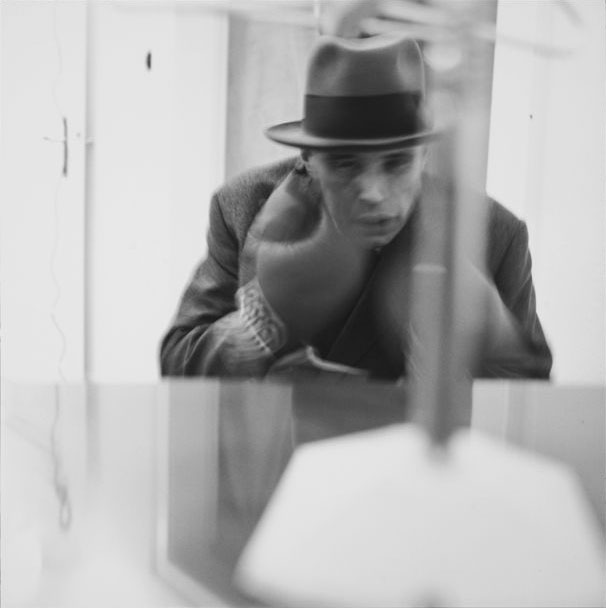
Joseph Beuys
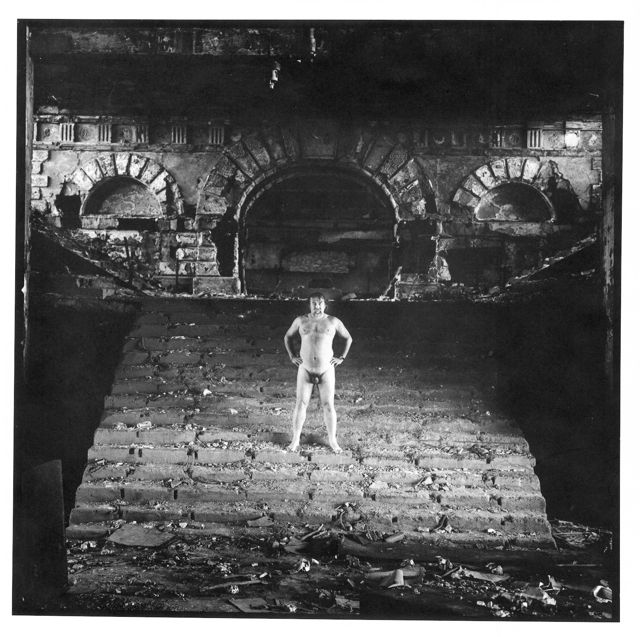
Edward Kienholz
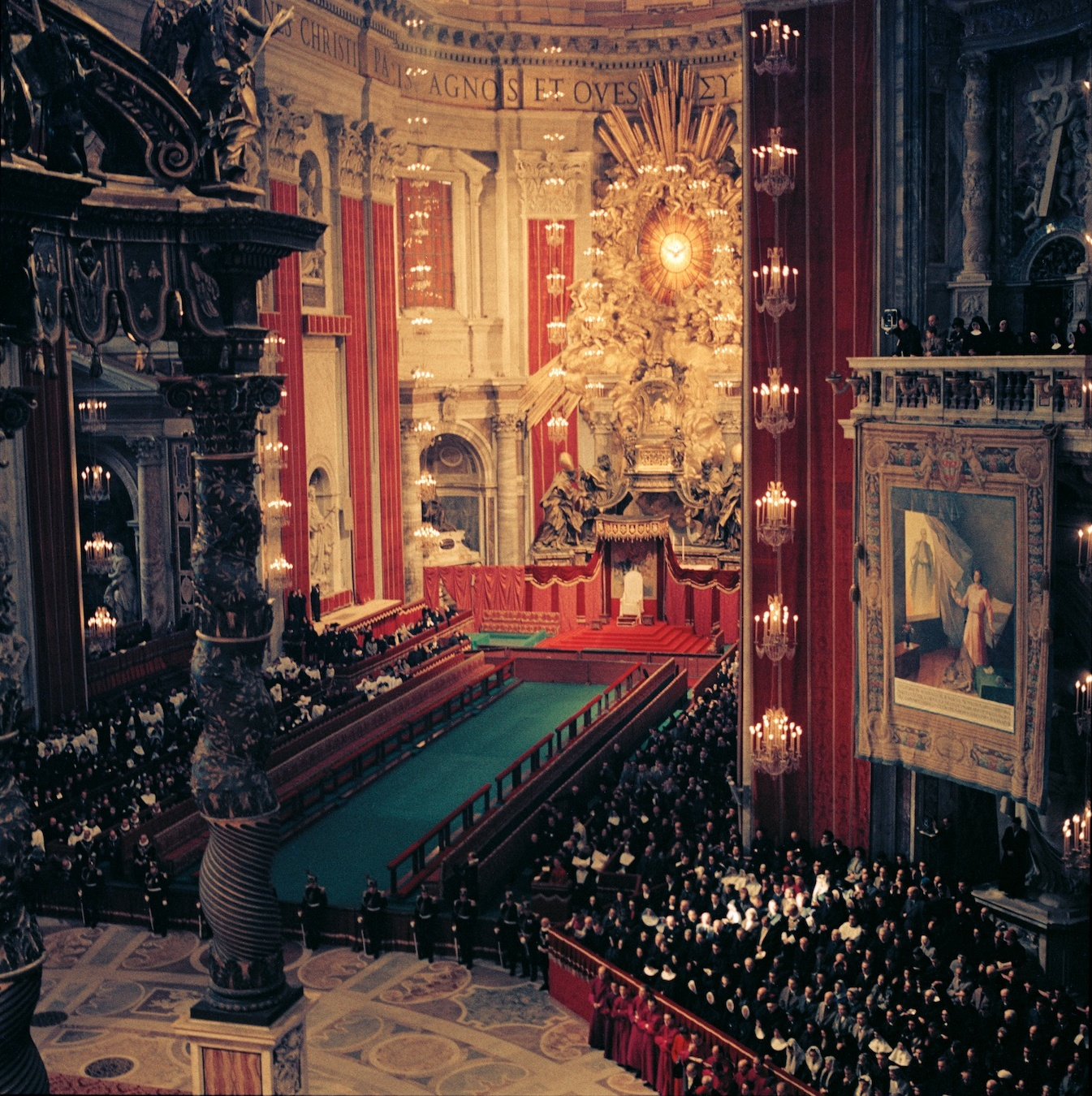
Concilio Vaticano II
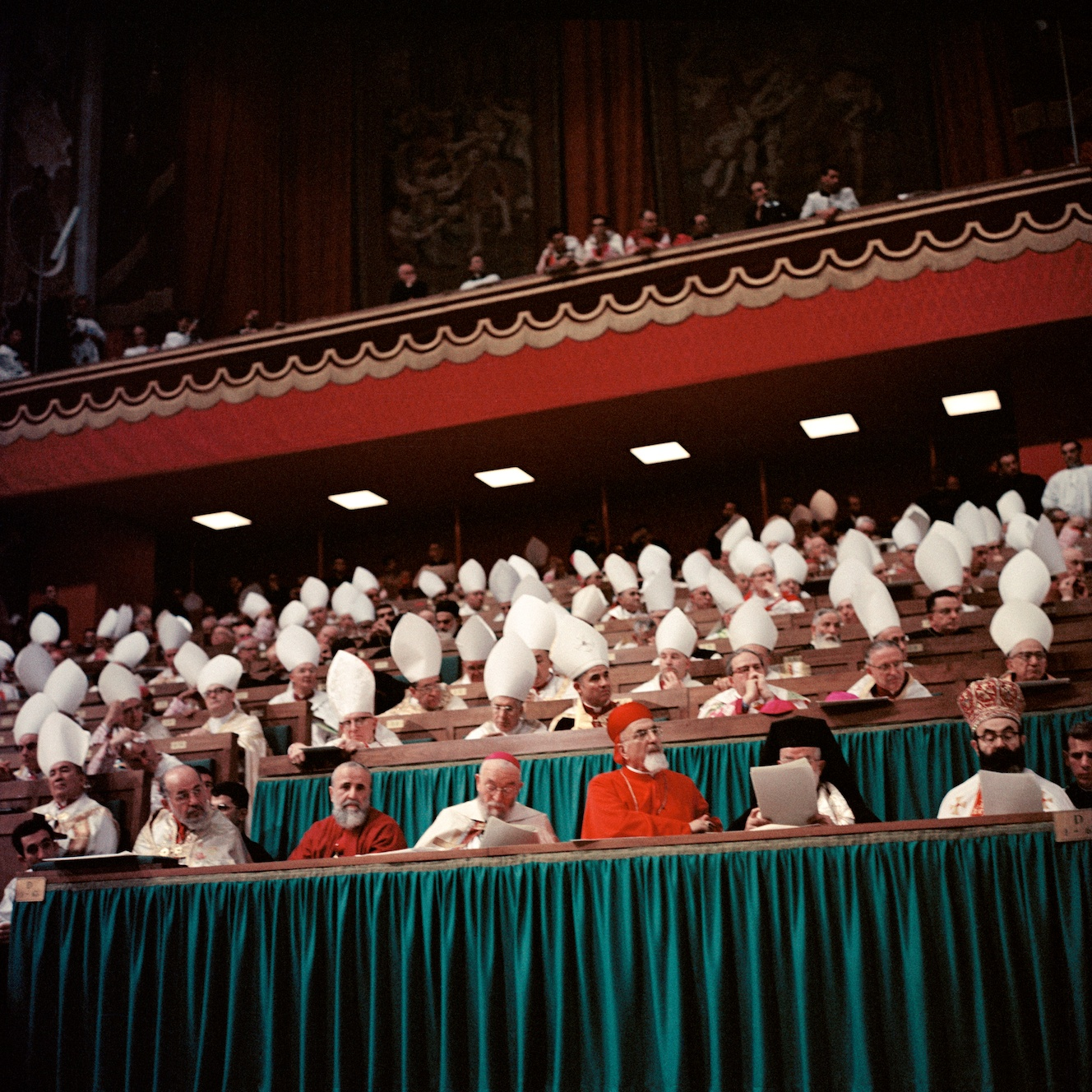
Concilio Vaticano II
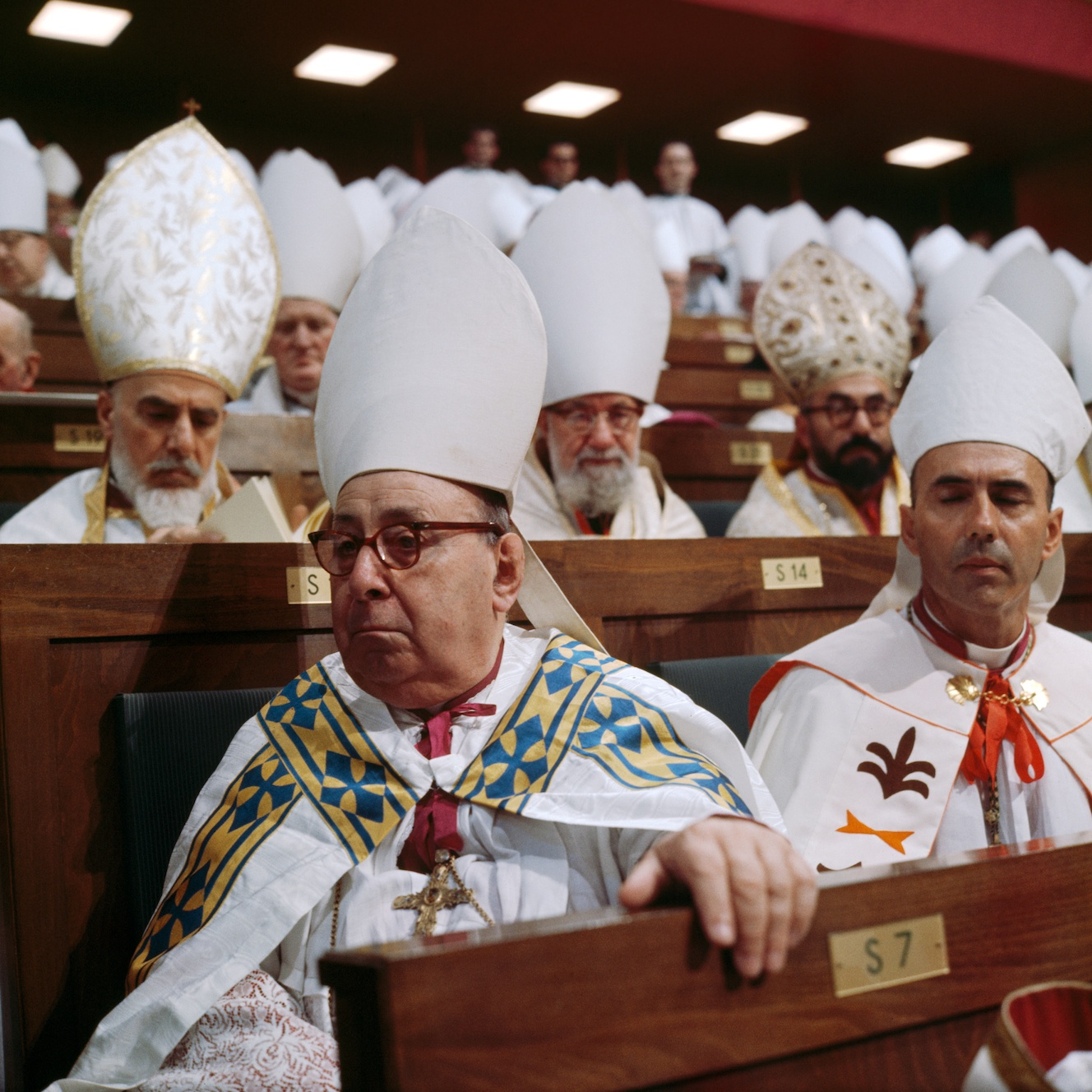
Concilio Vaticano II
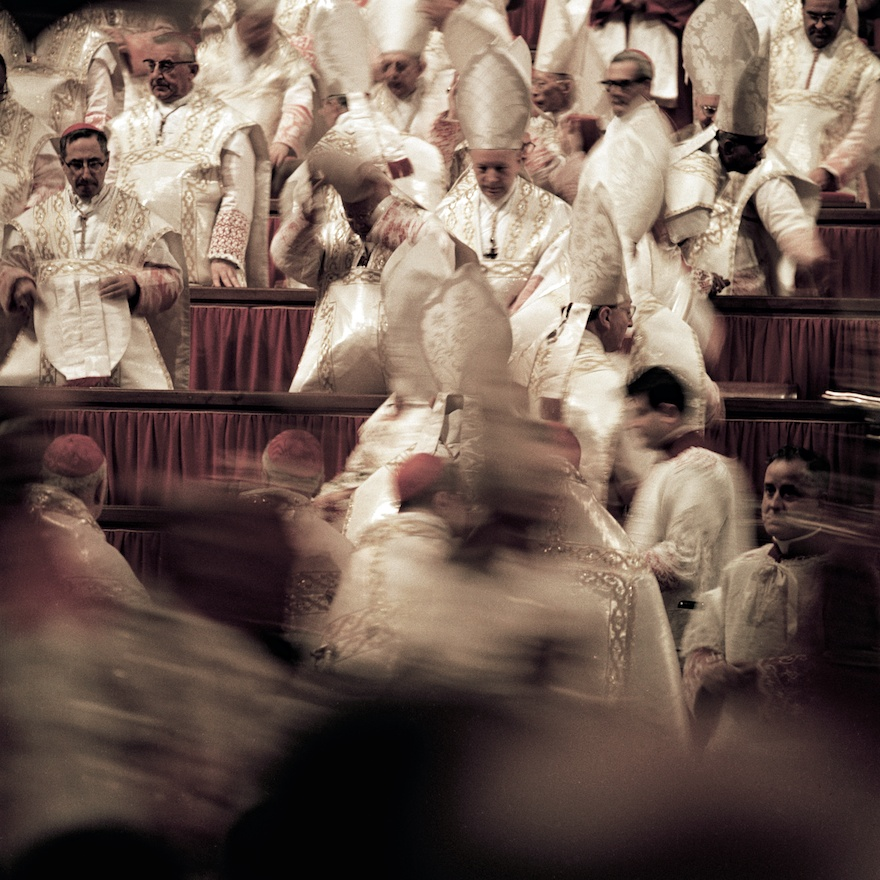
Concilio Vaticano II
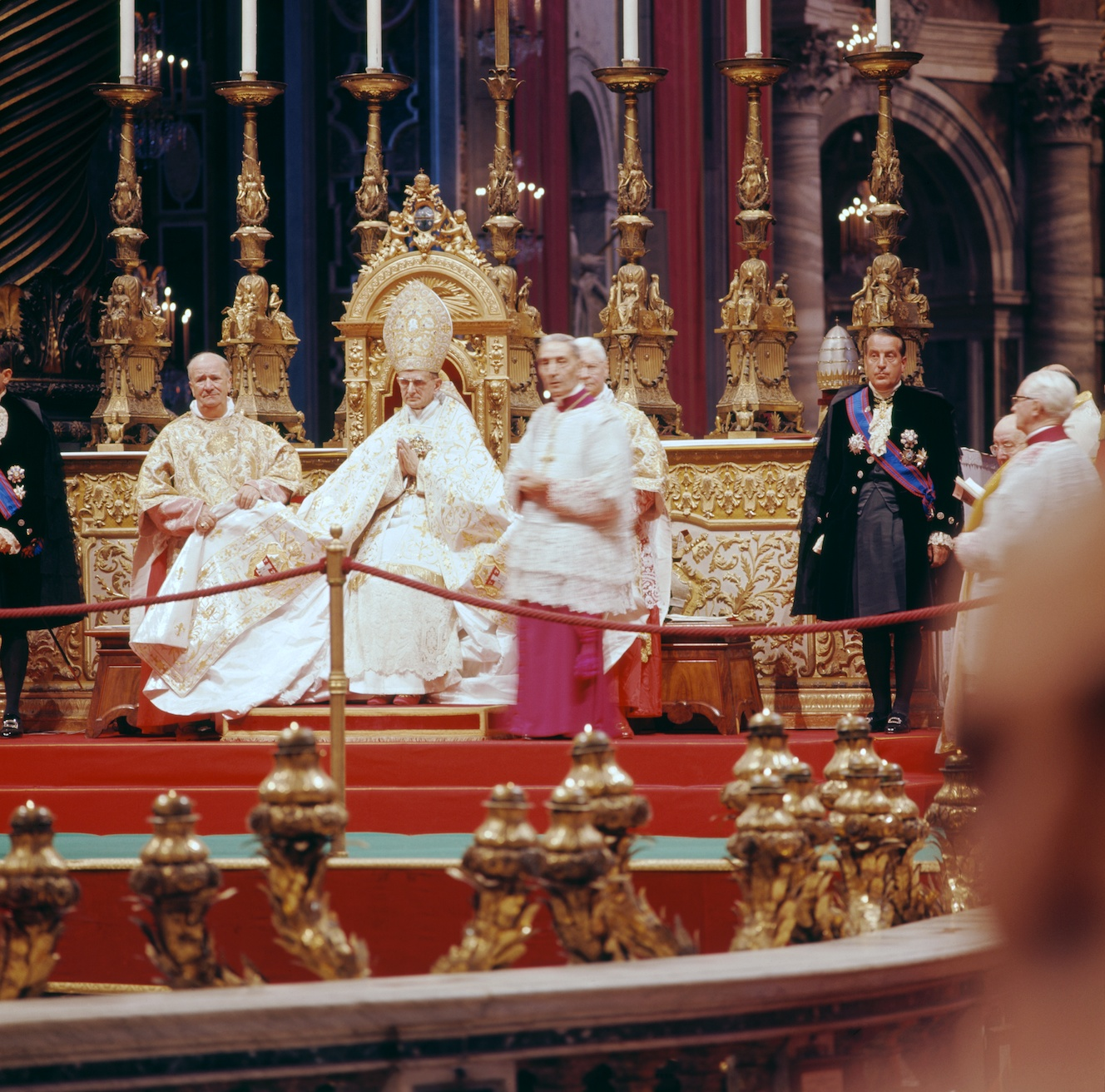
Paolo VI
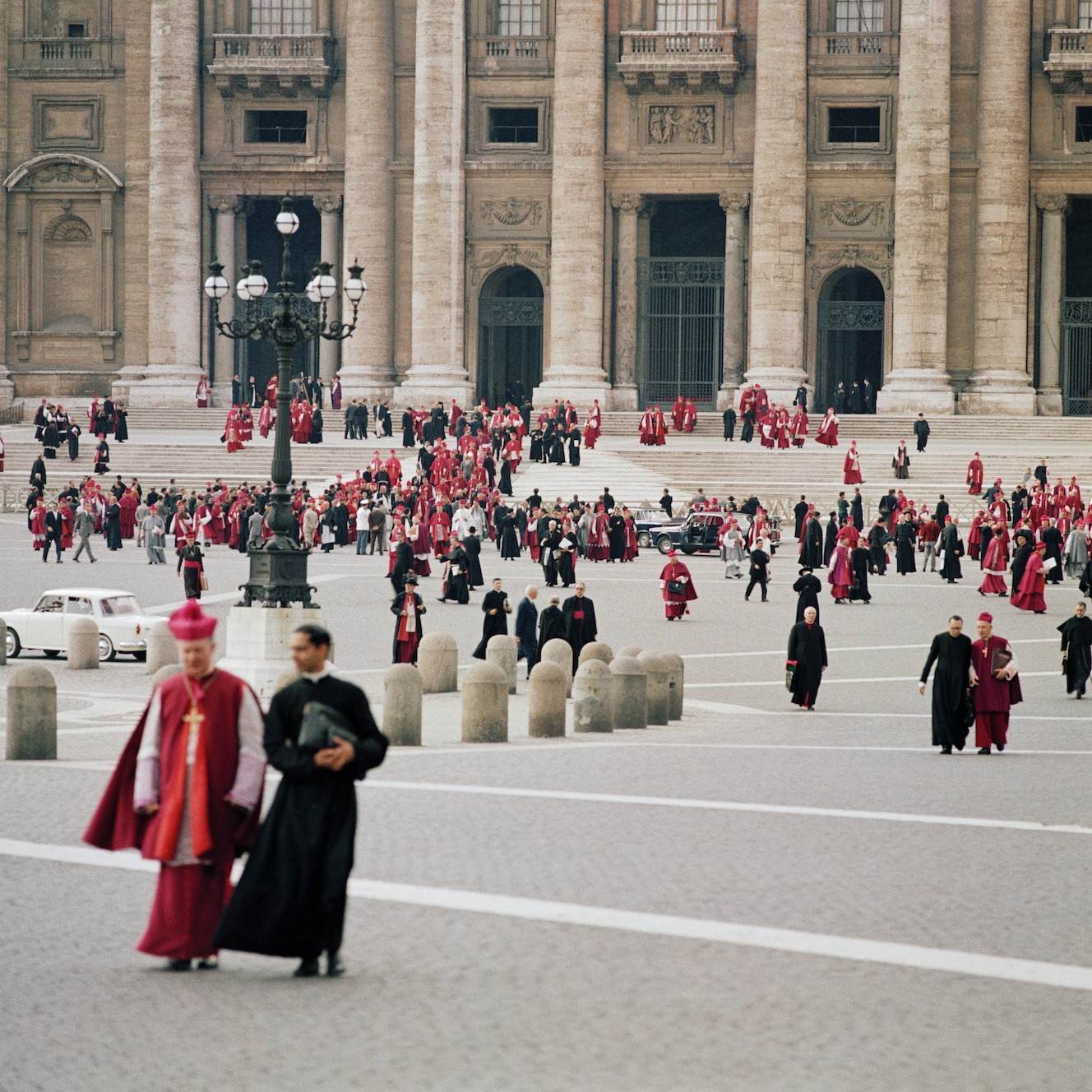
Concilio Vaticano II
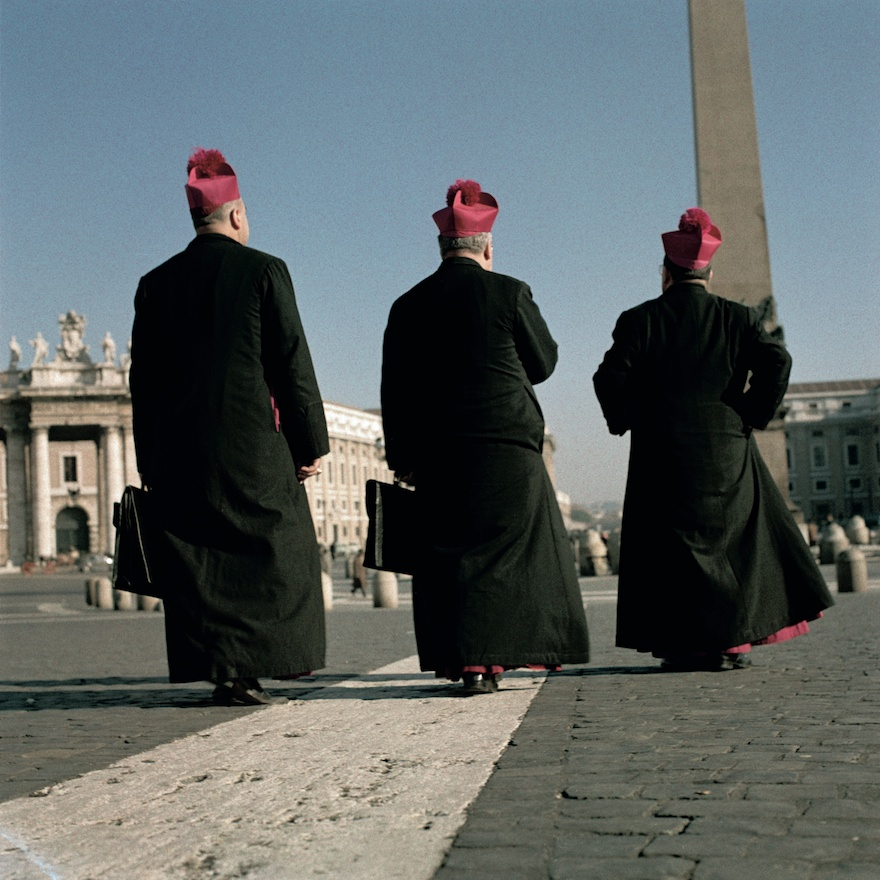
Concilio Vaticano II

## Pubblicazioni
- 1965: The Council;: The Second Vatican Council; Chr. Belser Verlag
- 1970: UdSSR. Der Sowjetstaat und seine Menschen.; Chr. Belser Verlag
- 1971: Günther Uecker / Lothar Wolleh: Nagelbuch;  Verlag Galerie Der Spiegel, Köln
- 1972: Lothar Wolleh: Art Scene Düsseldorf 1; Chr. Belser Verlag
- 1975: Lothar Wolleh: Apostolorum Limina; Arcade Verlag, Arcade Verlag
- 1978: Günther Uecker: Ludwig van Beethovens Leonore. Idee einer Oper; Belser Verlag

## Mostre
- 1962: Otto Steinert und Schüler. Fotografische Ausstellung, Gruppenausstellung in der Göppinger Galerie, Frankfurt am Main
- 1964: Farbige Fotografie. Bilder aus dem Vatikan, Einzelausstellung: Schatzkammer des Essener Münsters. Die Ausstellung wurde vom Essener Bischof Hengsbach (am 21. März 1964) eröffnet
- 1965: Zyklus von Farbfotos zum römischen Konzil, Einzelausstellung in der Galerie Valentin, Stuttgart

posthum
- 1979: Lothar Wolleh (NIEMCY). Portrety Artystów, Einzelausstellung im Muzeum Sztuki w Łodzi, Polen
- 1980: Lothar Wolleh: Künstlerbildnisse. Kunstobjekte, Photographien, Einzelausstellung der Künstlerporträts in der Städtischen Kunsthalle Düsseldorf
- 1986: Lothar Wolleh – Das Foto als Kunststück, Einzelausstellung der Lippischen Gesellschaft für Kunst e. V. im Detmolder Schloss
- 1995: Lothar Wolleh 1930–1979: Künstlerbildnisse – Kunstobjekte, Photographien, Kunstmuseum Ahlen
- 2005–2007: Lothar Wolleh. Eine Wiederentdeckung: Fotografien 1959 bis 1979, Kunsthalle Bremen, Ludwig Museum Koblenz, Kunst-Museum Ahlen, Stadtmuseum Hofheim am Taunus
- 2006: Joseph Beuys in Aktion. Heilkräfte der Kunst, Gruppenausstellung: museum kunst palast, Düsseldorf
- 2008: Fotos schreiben Kunstgeschichte, Gruppenausstellung: museum kunst palast, Düsseldorf
- 2008: Unsterblich! Das Foto des Künstlers, Staatliche Museen zu Berlin, Kunstbibliothek
- 2008: Lothar Wolleh: Künstlerportraits, Galerie f5,6, München
- 2009: Lothar Wolleh: Portraits d'artistes, Goethe-Institut Paris
- 2012: Lothar Wolleh: Joseph Beuys im Moderna Museet, Stockholm, Januar 1971, Hamburger Bahnhof – Museum für Gegenwart, Berlin
- 2012: Das Konzil – Fotografien von Lothar Wolleh, Berlin, Bonifatiushaus Fulda
- 2013: Lothar Wolleh (1930–1979) : Das Zweite Vatikanische Konzil im Bild : Fotografien, Franz Hitze Haus, Münster
- 2014: Lothar Wolleh Künstlerportraits der sechziger und siebziger Jahre, Kunstmuseum Magdeburg
- 2015: Lothar Wolleh – Die ZERO–Künstler, Galerie Pavlov's Dog, Berlin
- 2015: Lothar Wolleh - Vaticanum II, Galerie f5,6, München
- * 2017: ''Lothar Wolleh - Portraits international bekannter Künstler'', Galerie Ruth Leuchter, Düsseldorf
- 2018: „Lothar Wolleh – Bernd Jansen Künstlerportraits“, Hermann Harry Schmitz Institut, Düsseldorf
- 2019: „Lothar Wolleh Raum 1 - Menschen, Farben, Licht“, Lothar Wolleh Raum, Berlin
- 2020: „Subjekt und Objekt. Foto Rhein Ruhr“, Kunsthalle Düsseldorf
- 2020: „Lothar Wolleh Raum 2 - Jenseits der Gegenständlichkeit“, Lothar Wolleh Raum, Berlin
- 2020: „The Sky as a Studio. Yves Klein and his Contemporaries“, Centre Pompidou-Metz
- 2020: „Lothar Wolleh Raum 3 - Atmosphären der Phantasie“, Lothar Wolleh Raum, Berlin
- 2020: „TRUTH/REALITY“, Coppejans Gallery, Antwerpen
- 2021: „Joseph Beuys. Der Raumkurator, mit Arbeiten von Lothar Wolleh, Staatsgalerie, Stuttgart
- 2021: „Der Erfinder der Elektrizität. Joseph Beuys und der Christusimpuls. Mit einer Dokumentation von Lothar Wolleh, St. Matthäus-Kirche, Berlin
- 2021: „"Wer nicht denken will fliegt raus.", Coppejans Gallery, Antwerpen
- 2021: „Lothar Wolleh: Intuition! Interaction!“, Museum für Zeitgenössische Kunst Antwerpen (M HKA)
- 2021: „Sankt Peter in Sankt Peter - Die Rombilder von Lothar Wolleh, Kunst-Station Sankt Peter, Köln
- 2021: „Joseph Beuys – Lothar Wolleh: das Unterwasserbuch-Projekt“, Lothar Wolleh Raum, Berlin
- 2021: „Westblick – Ostblick | Künstlerporträts von Lothar Wolleh und Lenke Szilágyi, Collegium Hungaricum, Berlin
- 2021: „Kriwet – ein Dichter aus Düsseldorf, Heinrich-Heine-Institut, Düsseldorf
- 2021: „NOTHINGTOSEENESS void/white/silence“, Akademie der Künste, Berlin
- 2021: „Beat the System!“, Ludwig Forum Aachen
- 2021: „Beuys & Duchamp Artists of the Future”, Kaiser Wilhelm Museum, Krefeld
- 2021: „Lothar Wolleh: Joseph Beuys - Vom Moderna Museet zum Unterwasserbuch-Projekt“, Goethe-Institut, Stockholm
- 2021: „Warum denn in die Ferne ..." oder "In 18 Büchern um die Welt", Esslinger Kunstverein e.V.
- 2021: „Joseph Beuys: Antecedent, Coincidences and Influences”, Museo de Arte Contemporaneo Helga de Alvear, Cáceres
- 2022: „Lothar Wolleh Raum 5 - Im Focus Günther Uecker“, Lothar Wolleh Raum, Berlin